# Meniscomorpha leva
Meniscomorpha leva là một loài tò vò trong họ Ichneumonidae.